# Dudesd
Dudesd (románul: Dudești) falu Romániában, Erdélyben, Hunyad megyében.

## Fekvése
Felsőlunkoj (Luncoiu de Sus) mellett fekvő település.

## Története
Dudesd, Dudesd hegyrész (Dudeşti) korábban Felsőlunkoj (Luncoiu de Sus) része volt. 1910-ben 138 román lakosa volt. 1956 körül vált külön településsé 144 lakossal.
1966-ban 141, 1977-ben 150, 1992-ben 117, 2002-ben 105 román lakosa volt.